# ميشيل بيريس
ميشيل بيريس هو لاعب كرة قدم برازيلي في مركز الوسط، ولد في 25 يونيو 1989 في ريو دي جانيرو في البرازيل. لعب مع زاكاتيبيك ونادي نوفو هامبورغو.

## وصلات خارجية
- ميشيل بيريس على موقع قاعدة بيانات كرة القدم.إي يو (الإنجليزية)
- ميشيل بيريس على موقع Soccerway.com (الإنجليزية)